# 那不勒斯地铁
拿坡里地鐵（義大利語：Metropolitana di Napoli）是意大利拿坡里的地鐵系統，属于那不勒斯都市鐵路系統的一部分。那不勒斯地铁现有3条线路，1号线、6号线和11号线，共31座车站，全长34.5公里，在意大利仅次于米兰和罗马地铁。

## 历史
那不勒斯的城市軌道交通可以追朔至1889年開通的基艾亞纜車，至今日那不勒斯共有4條往复式地面缆车。第一條重型鐵路路線則是在1925年開通，利用1911年通車的羅馬-福爾米亞-那不勒斯鐵路開行，該路線運行至今，在1997年更名為2號線。一戰之後窄軌鐵路環維蘇威鐵道和庫馬納鐵路完成電氣通勤化；二戰之後，那不勒斯環狀鐵路於1962年通車。直到2012年為止這些路線由不同營運商獨立經營。
1960年代市政府計畫建造第5條纜车，但之後計畫變更為建設重型地鐵，該路線由那不勒斯市政府控制的那不勒斯交通公司 (ANM)營運，因此被編為1號線。那不勒斯地铁1号线始建于1976年，1993年3月一期线路通车，延长线在其后的数年陆续通車。2000年市政府成立那不勒斯地鐵公司，管理那不勒斯都市鐵路系統中的1、2號線。
2012年沃爾圖諾自治機構 (EAV)收購環維蘇威鐵道，那不勒斯的都市鐵路系統中僅剩1、2號線不受其管理。2013年那不勒斯地鐵公司被併回ANM，1號線重新由ANM營運，2號線則早於2005年改由意大利國家鐵路旗下的義大利列車營運。1號線最新的延長线路为延长至那不勒斯中央車站，于2013年開通，最新開通的車站則為2021年8月6日開通的大教堂站。
那不勒斯地铁6号线始建于2002年，但可以追朔至1980年代規劃的輕軌運輸系統，原定1990年國際足協世界盃時開通，但後來因為工程延誤沒有開通。2000年代決定改以中運量系統的形式開通，車輛沿用1990年時已交付的輕軌列車。2007年1月一期线路4站、2.3公里通车。
由於6号线最初的開通路段在全線末端，與1號線脫網運行，因此客流不如預期，2011年縮減營運時段，2013年完全停止營運，計畫待全線完工後再通車。原計畫在2021年12月重新開通，经过数次推迟后，终于在2024年7月16日开通。另外，11號線是由以关闭的阿里法納鐵路的部分路段改造，在2005年重新开通，2009年延伸段开通；虽然11号线由EAV运营，但由于采用地下化建设，没有平交道口，现在该路线被视为那不勒斯地铁的一部分。

## 线路

虚线为建设中路段。

### 營運路線
| 標誌     | 路線     | 路線         | 類型     | 起迄站                  | 開通時間                              | 長度 (km) | 車站數 |
| -------- | -------- | ------------ | -------- | ----------------------- | ------------------------------------- | --------- | ------ |
|          | 1號線    | 1號線        | 地鐵     | 皮西诺拉 - 商务中心     | 1993年3月28日                         | 20.7      | 20     |
|          | 6號線    | 首通段       | 中運量   | 梅傑利納 - 展覽         | 2007年2月4日 (首次開通) 2013年 (關閉) | 5.5       | 8      |
| 全線     | 6號線    | 市政厅- 展覽 | 中運量   | 2024年7月16日           |                                       | 5.5       | 8      |
|          | 11號線   | 11號線       | 地鐵     | 皮西诺拉 - 阿韋爾薩中心 | 2005年7月16日                         | 10.2      | 4      |
| 已完工： | 已完工： | 已完工：     | 已完工： | 已完工：                | 已完工：                              | 36.4      | 32     |

### 既有線延伸
按照計畫，1號線最終將成為一條環狀線，目前東段尚未通車。東段分為二階段進行，商务中心至那不勒斯國際機場為第一階段，該路段於2014年動工，將新增3個車站，工程已進入尾聲，預計2021年底完工，原定2022年通車，延遲至2025年開通，仅开通商务中心一座车站。第二階段也已經在建設中，該階段建設由EAV負責，原定2023年開通，現已推遲。另外6號線目前有向西繼續延伸的計畫。

### 新路線計畫
新路線編號為10號線，在2020年被提出，將連接1號線博物館站，與那不勒斯地區的高速鐵路車站--那不勒斯阿夫拉戈拉车站，路線總長約13公里，將設置13座車站，將使用20列無人駕駛的列車運行，每列列車長55米，可運載430人，預期成本為11.45 億歐元，效益為23億， 2021年12月將進行第一次提案徵集。2022年12月那不勒斯市政府和坎帕尼亞大區簽署了諒解備忘錄，為該線路的建設開了綠燈，並確定由EAV負責建設，2023年3月10號線地質調查工作開始進行。

## 車輛

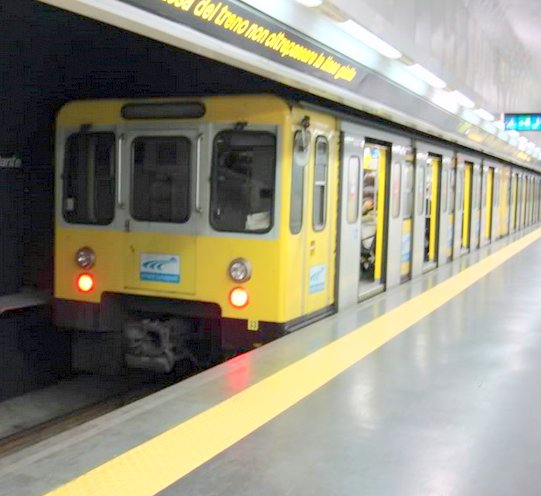
那不勒斯交通M1系列 (L1)
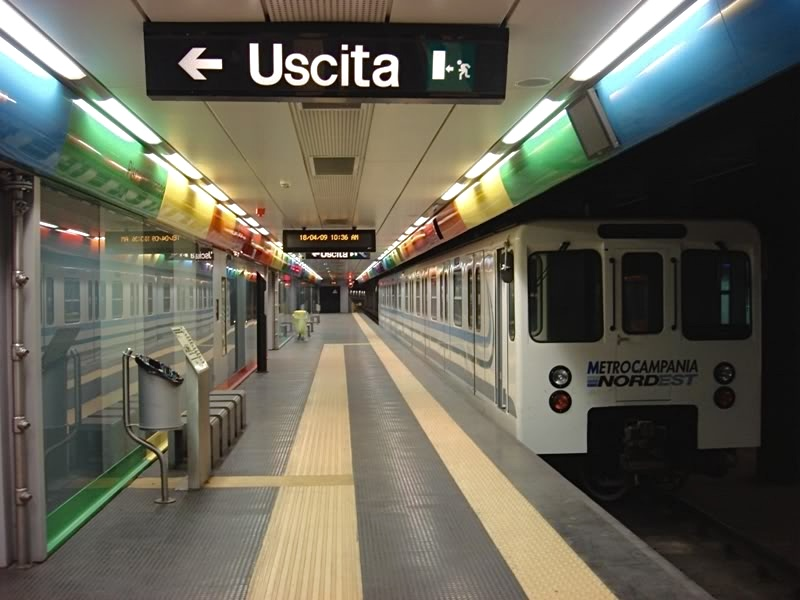
沃爾圖諾自治機構MA100型電聯車 (L11)
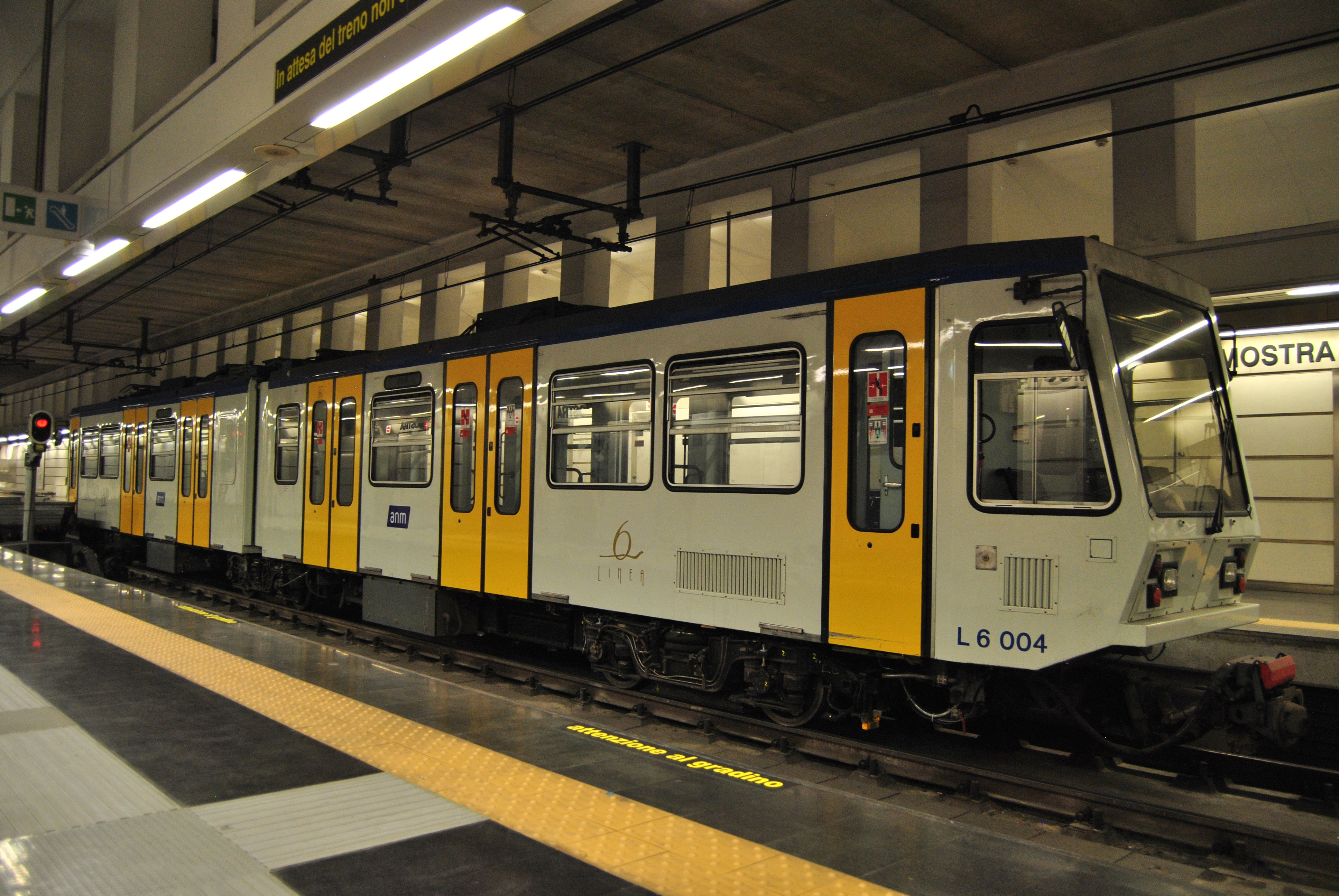
那不勒斯交通FIREMA T67系列 (L6)
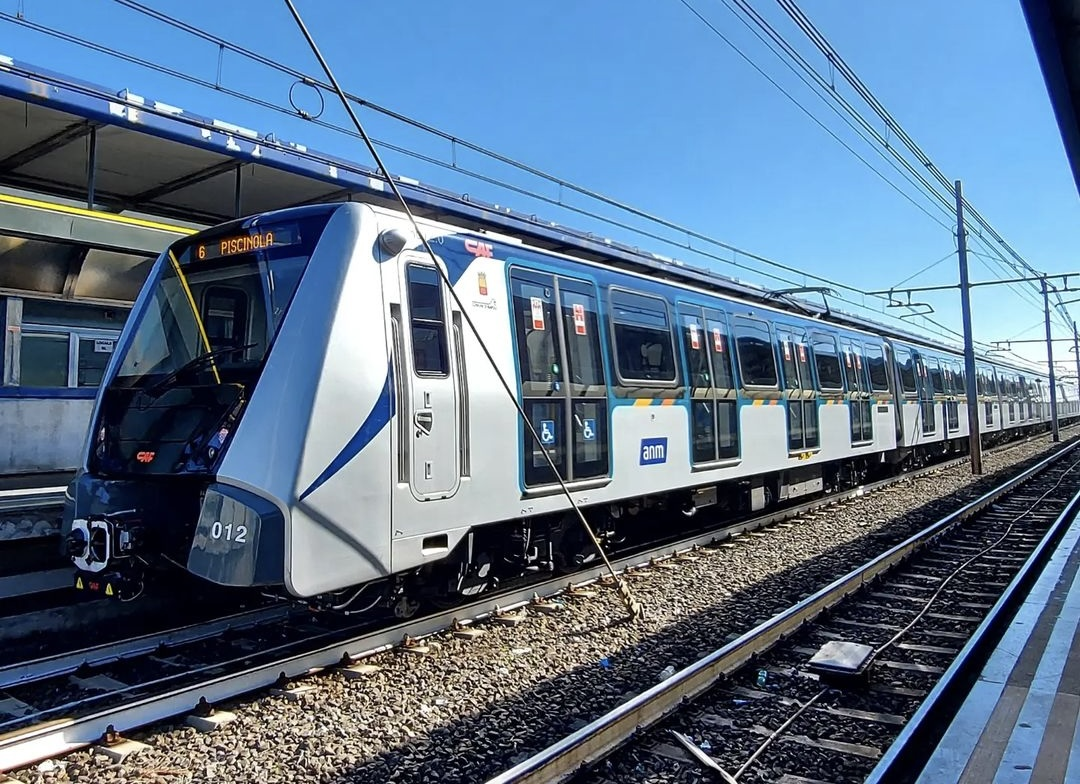
那不勒斯交通CAF INNEO系列 (L1)
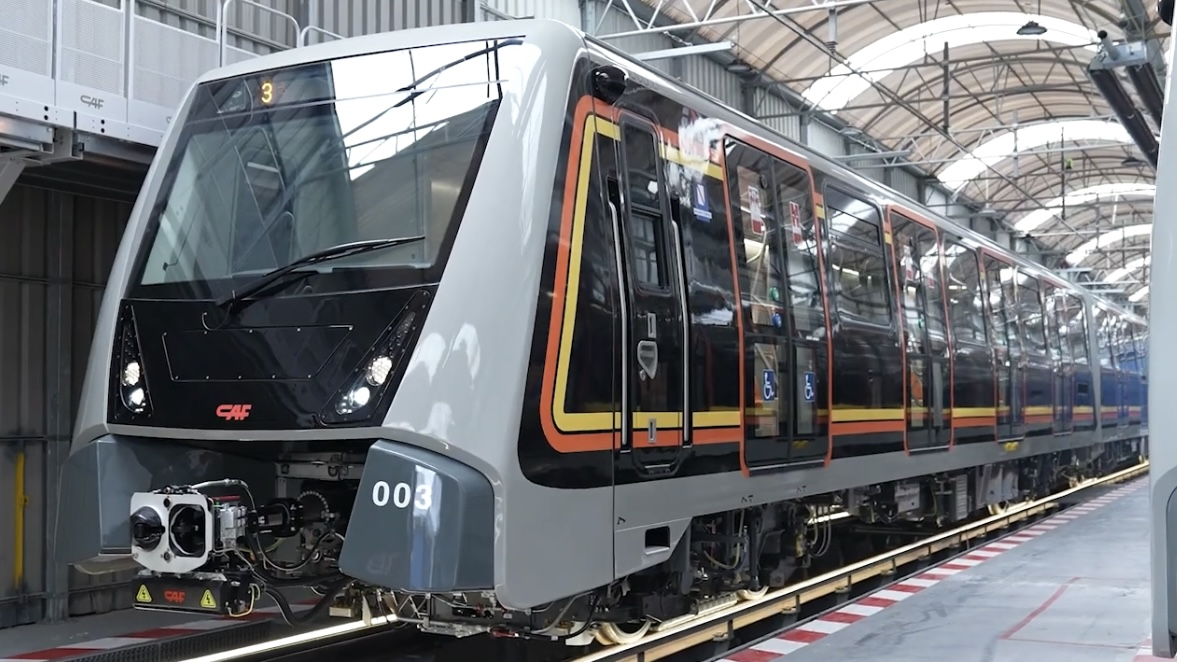
沃爾圖諾自治機構CAF INNEO系列 (L11)

### 1號線
1號線第一批列車稱為「M1系列」，於1991到1992年之間製造，1993年地鐵開通後投入營運至今。M1系列列車2節為一組，最初營運時由3組編為6節編組運行，但由于车辆不足，而改由2組編為4節編組運行，一組列車可運載400名乘客，目前有45組、90節車廂使用中，列車最高時速為80公里/小時，使用1500伏特直流電驅動，透過架空線獲取電力。自2023年8月，CAF列車投入營運後，M1系列列車恢复6節編組運行。
2019年10月，展示了位于西班牙圣塞瓦斯蒂安的鐵路建設和協助公司 (CAF)製造的CAF INNEO系列列车。那不勒斯地鐵最初购买了19列列车，在測試後自2022年10月18日開始投入1號線運行；新列車由6節車廂組成，車廂間全部相通，總長108米，每列可運載1200名乘客，目前確定將增購至24列。

### 6號線
6號線列車稱為「L6系列」或“FIREMA T67系列”，屬於輕軌車型的列車，於1990到1994年之間製造，因為路線建設問題，2007年6號線開通後才投入營運，2013年6號線暫時關閉後停止使用，直到2024年全线通车恢复使用。L6型列車營運時以3節編組運行，一列列車可運載558名乘客，目前有6列、18節車廂使用中，列車最高時速為75公里/小時，使用750伏特直流電驅動，透過架空線獲取電力。

### 11號線
11號線最初运营时曾经向1號線借用3组M1系列列車。2006年11號線前运营商购买24輛罗马地铁汰旧的羅馬地鐵MA100型電聯車，最初这些以4節編組運行，然而由於維護不善，可运行车辆不足，之后改为2節編組運行。2020年EAV向CAF订购4列与1號線相同的CAF INNEO系列列车，2023年7月，双方簽署了第二份合同，增购列车，使列车总数达10列，這些新列車與1號線的新列車相同，唯一的區別是塗裝色带由橙色取代藍色。

## 特色
2013年，那不勒斯地鐵1號線的托莱多站获得2013年欧洲杰出建筑师论坛奖（LEAF Award）的年度公共建筑。該站被譽為「歐洲最美麗的地鐵站」。

## 營運資訊
拿坡里地鐵並非拿坡里都會區內唯一的軌道運輸，地鐵以外的軌道運輸需求主要由通勤鐵路來完成，為了乘客的方便與經濟，由鐵路公司和地鐵合組的Unico Campania實施共同票價制度。拿坡里地鐵營運時間為每天 6:00 至 23:00。1 號線的班距通常在 10-14 分鐘之間，在工作日高峰時段最短可達 8 分鐘。 1號線的平均營運速度為32公里/小時

## 那不勒斯都市鐵路系統
那不勒斯都市鐵路系統於1997年建立，經過幾次修正後，目前括1條義大利列車營運的路線--2號線，與10條「沃爾圖諾自治機構」(EAV)營運的路線，沃爾圖諾自治機構營運的路線包括5條環維蘇威鐵道、庫馬納鐵路、環狀鐵路和那不勒斯-阿維爾薩鐵路，以及2條ANM營運的地鐵。
| 編號   | 名稱                  | 類型     | 開通年分 | 電氣化年分 | 軌距 (mm) | 電氣化方式      | 長度 (km) | 車站數 | 營運商     |
| ------ | --------------------- | -------- | -------- | ---------- | --------- | --------------- | --------- | ------ | ---------- |
| 1號線  | 1號線                 | 地鐵     | 1993     | 1993       | 1435      | 1500V DC 架空線 | 18.0      | 19     | ANM        |
| 2號線  | 2號線                 | 通勤鐵路 | 1925     | 1925       | 1435      | 3000V DC 架空線 | 18.9      | 12     | 義大利列車 |
| 4號線  | 庫馬納鐵路            | 通勤鐵路 | 1889     | 1927       | 1435      | 3000V DC 架空線 | 19.8      | 16     | EAV        |
| 5號線  | 環弗萊格雷鐵路        | 通勤鐵路 | 1962     | 1962       | 1435      | 3000V DC 架空線 | 27.0      | 16     | EAV        |
| 6號線  | 6號線                 | 中運量   | 2007     | 2007       | 1435      | 750V DC 架空線  | 5.5       | 8      | ANM        |
| 7號線  | 環維蘇威鐵路          | 通勤鐵路 | 2004     | 2004       | 950       | 1500V DC 架空線 | 12.0      | 11     | EAV        |
| 9號線  | 環維蘇威鐵路          | 通勤鐵路 | 1884     | 1926       | 950       | 1500V DC 架空線 | 41.0      | 31     | EAV        |
| 11號線 | 那不勒斯-阿韋爾薩鐵路 | 地鐵     | 2005     | 2005       | 1435      | 1500V DC 架空線 | 10.5      | 5      | EAV        |
| 12號線 | 環維蘇威鐵路          | 通勤鐵路 | 1904     | 1905       | 950       | 1500V DC 架空線 | 35.0      | 25     | EAV        |
| 13號線 | 環維蘇威鐵路          | 通勤鐵路 | 1932     | 1932       | 950       | 1500V DC 架空線 | 26.0      | 15     | EAV        |
| 14號線 | 環維蘇威鐵路          | 通勤鐵路 | 1891     | 1926       | 950       | 1500V DC 架空線 | 38.0      | 28     | EAV        |
| 15號線 | 貝內文托-坎塞洛鐵路   | 通勤鐵路 | 2018     | 2018       | 1435      | 3000V DC 架空線 | 69.8      | 14     | EAV        |
| 16號線 | 阿里法納鐵路          | 通勤鐵路 | 1913     | 無         | 1435      | 無              | 80.6      | 19     | EAV        |
| 總計： | 總計：                | 總計：   | 總計：   | 總計：     | 總計：    | 總計：          | 360.3     | 176    |            |

## 外部連結
那不勒斯交通公司--地鐵 (ANM) （页面存档备份，存于）（意大利文）